# Juan Gallo
Juan Moreno (Bailén, Jaén, ¿? - 14 de octubre de 2020), conocido artísticamente como Juan Gallo y "La Otra Lola", fue un transformista español, conocido por sus imitaciones de Lola Flores.

## Biografía
Gallo trabajaba en Madrid como costurero, hasta que actuó por primera vez como transformista en algún momento entre 1970 y 1971, cuando participó en un concurso vestido como Lola Flores, siendo declarado ganador. Su primer número fue en la sala Alway's, donde imitaba a Lolita a dúo con el artista Laurent. Posteriormente imitó a otras artistas como Las Grecas, Marifé de Triana, Juanita Reina y Lina Morgan.
A medida que fue avanzando su carrera centró su personaje exclusivamente en la cantante, actriz y bailaora Lola Flores, quién terminaría siendo su amiga íntima. Fue esto lo que le llevó a adoptar el nombre artístico de La Otra Lola. Según palabras de la propia Lola Flores, Juan Gallo fue su mejor imitador en vida.
En 1981 apareció en la película cómica y de temática LGBT Gay Club, dirigida por Tito Fernández y que contó también con la participación del transformista Paco España como parte del reparto.
A lo largo de su carrera actuó no sólo en España sino también en Buenos Aires y Puerto Rico. A fecha de 2015 se encontraba ya retirado de la actuación debido a problemas de salud, tras haber sufrido un ictus.
Gallo falleció el 14 de octubre de 2020, siendo despedido a través de redes sociales por la entonces diputada Carla Antonelli, así como por la artista drag Samantha Ballentines.

## Homenajes
La periodista y escritora Valeria Vegas incluyó la historia y biografía de La Otra Lola en su obra Libérate: La cultura LGTBQ que abrió camino en España, considerándola una persona pionera en la visibilización de las realidades LGBT en España.
La Otra Lola fue rememorada también en la obra de Carlos Barea Flores para Lola, que estudia el impacto de Lola Flores en la disidencia sexual y de género y el movimiento feminista en España.

## Filmografía
- Gay Club (1981)[10]
- Los ladrones van a la oficina (1994)[9]